# Elymnias cinereo-margo
Elymnias cinereo-margo är en fjärilsart som beskrevs av James John Joicey och Alfred Noakes 1915. Elymnias cinereo-margo ingår i släktet Elymnias och familjen praktfjärilar. Inga underarter finns listade i Catalogue of Life.